# Mnesipenthe lunata
Mnesipenthe lunata là một loài bướm đêm trong họ Geometridae.